# Pseudoscopas viridis
Pseudoscopas viridis är en insektsart som beskrevs av Ronderos 1987. Pseudoscopas viridis ingår i släktet Pseudoscopas och familjen gräshoppor. Inga underarter finns listade i Catalogue of Life.